# موش (آلمان)
موش (به آلمانی: Müsch) یک شهر  در آلمان است که در اهرویلر واقع شده‌است. موش ۲۱۶ نفر جمعیت دارد.